# Comuna Mîhniv, Izeaslav
Mîhniv (în ucraineană Михнів) este o comună în raionul Izeaslav, regiunea Hmelnîțkîi, Ucraina, formată din satele Mîhniv (reședința), Pokoșcivka și Zakrujți.

## Demografie
Componența lingvistică a comunei Mîhniv
     Ucraineană (99,29%)
     Alte limbi (0,71%)
Conform recensământului din 2001, majoritatea populației comunei Mîhniv era vorbitoare de ucraineană (99,29%), existând în minoritate și vorbitori de alte limbi.